# Psautier de saint Louis
Ne doit pas être confondu avec Psautier de saint Louis de Leyde.
Le psautier dit  de saint Louis est un psautier enluminé à l'usage de la Sainte-Chapelle de Paris. Une mention ancienne dans le manuscrit indique qu'il a appartenu à saint Louis, cependant, les historiens de l'art y voient plutôt un ouvrage commandé pour Marie de Brabant à l'occasion de son mariage avec Philippe III de France, le fils du saint. Il est actuellement conservé à la Bibliothèque nationale de France (Lat 10525). 

## Historique
Une mention inscrite sur le premier feuillet indique : « Cest psautier fu saint Loys. Et le donna la royne Jehanne d’Evreux au roy Charles, filz du roy Jehan, l’an de grace mil trois cens soissante et nuef. Et le roy Charles, present filz dudit roi Charles, le donna a madame Marie de France, sa fille, religieuse a Poyssi, le jour saint Michel, l’an mil .IIII.c . ». Fondés sur cette annotation, les historiens ont vu en Louis IX de France le commanditaire du manuscrit. Selon Leroquais, le manuscrit a été réalisé après la canonisation de Pierre de Vérone en 1253 qui figure dans la liste des saints. Selon Marcel Thomas (1970), il date d'après 1258, année du mariage entre Isabelle de France et Thibaut V de Champagne, les armes de ce dernier figurant dans certains bouts-de-ligne. La mention de la célébration de la mort de Philippe Auguste, de Louis VIII et de Blanche de Castille dans le calendrier ainsi que l'usage de la Sainte-Chapelle semblait confirmer cette appartenance à Louis IX. 
Cependant, l'historienne de l'art Patricia Stirnemann a contesté cette attribution à saint Louis. Selon elle, l'ouvrage aurait plutôt été commandé en faveur de la reine Marie de Brabant à l'occasion de son mariage avec le roi Philippe III le Hardi en 1274. Selon elle, l'iconographie est plus appropriée pour une princesse que pour un roi, notamment la scène de Bethsabée (f.85v). Par ailleurs, la présence des armes de Champagne rappelle plutôt le rattachement du duché au royaume de France à la suite des fiançailles de Philippe IV de France, beau-fils de la nouvelle reine avec Jeanne de Champagne en 1274.
Par la suite, le manuscrit est en possession de Charles V, l'ouvrage étant mentionné dans l'inventaire de sa bibliothèque en 1380 et 1391. Il est ensuite en possession de Marie de France fille de Charles VI et prieure de Poissy. Il reste dans le prieuré jusqu'à sa suppression en 1791. Il est vendu ensuite par un libraire du nom de Chardin au prince russe Alexis de Golovkin. Il est mentionné dans l'inventaire de la bibliothèque de ce dernier en 1798. Avant 1811, il est en possession du prince Mikhail Petrovitch Golizyn, écuyer du Tsar. L'ouvrage est donné par ce prince à la bibliothèque royale de France en août 1818. 
Le manuscrit est un temps exposé au musée du Louvre sous le Second Empire pour réintégrer le département de manuscrits ensuite. Il est présenté dans l'exposition des manuscrits les plus précieux de la bibliothèque nationale dans la grande galerie dans les années 1880.

## Description
Le psautier est à l'usage de la Sainte-Chapelle, contenant toutes les fêtes qui y étaient célébrées. Il est incomplet : il manque un ou deux cahiers au début ainsi que les prières et litanies à la fin. Il commence par une série de 78 miniatures en pleine page (f.1-78) illustrant les scènes des premiers livres de l'Ancien Testament, de Caïn et Abel au couronnement de Saül. Les scènes sont toutes accompagnées d'un encadrement architectural inspiré des constructions gothiques de l'époque. Quatre à cinq mains différentes sont distinguées parmi les peintres des miniatures. 
Après la série de miniatures, suivent le calendrier (f.79-84v) puis les psaumes (f.85v-245).